# عين فرح
عين فرح موقع أثري من العصور الوسطى في دارفور بغرب السودان، كان في وقت من الماضي عاصمة التنجر. يتألف الموقع من مساحة كبيرة من الجدران الحجرية والطوب ويقع المبني على ارتفاع 100 متر (330 قدمًا) فوق نبع. يوجد في الموقع العديد من الهياكل والمصاطب المبنية من الطوب والحجر تحميها التلال شديدة الانحدار وجدار حجري ضخم طوله 3-4 كيلومترات (1.9-2.5 ميل).
يقع الموقع على بعد 130 كيلومترًا (81 ميلًا) شمال غرب الفاشر و600 ميل (970 كم) جنوب غرب دنقلا.

## الآثار
بدأ التنقيب في الموقع في التسعينات، فقد قام إبراهيم موسى محمد (1986) بمسح عينة من المنازل وقبر أثناء مسحه لدارفور، احتوى القبر على أكثر من 200 حبة حديد، وقلادة من قشر بيض النعام وصدفة مثقوبة ومجوهرات من الحديد. تعود أحد الأجسام الحديدية المتآكلة إلى ما يقرب من 200-1500 سنة مضت؛ يفسر إبراهيم موسى أن هذه الأجسام المعدنية دليل على وجود الموقع قبل الإسلام واستمرار استخدامه في العصور الإسلامية.